# 一次打击
一次打擊（英語：Pre-emptive nuclear strike），亦稱為第一次核打击或先发制人核打击，即通过压倒性的力量来一次性击毁对手的几乎一切核力量，使得它不能对本国发起对称的核报复，剩下的微小的报复力度被认为是可以忍受的，这种打击是通过打击对手的发射设施和核武仓库来实现的。如中苏交恶之际格列奇科元帅就提出对中国实施先发制人的外科手术核打击。而对核力量很有限的国家如印度、巴基斯坦来说，它们实际上只拥有承受一次打击能力。以色列通过海豚级潜艇勉强拥有了二次打击能力，能遏制對方一次打擊意圖。

## 构成
一個國家核武能力是通过“核三位一体”来实现的，三极分别为陆基核力量（发射井）、海基核力量（核潜艇）、空基核力量（战略轰炸机和战术轰炸机），擁有這三種能力且分別載具數量都較多，才能被視為有了二次報復能力，在戰略上解除了被一次打擊風險。

## 空基角色
空基核武器的角色有其特殊性，因為擁有此能力的國家可以視為有發動一次打击能力，但沒有承受一次打击能力。因為飛機需要依賴機場來運作，被一次打擊時機場一定是核攻擊目標，就算有零星飛機散佈隱藏在深山的簡易跑道與洞庫躲過，但飛機的航程與來襲航向都不難推測，發動報復時容易被攔阻，不能視為完整二次打擊力。潛射的核武潛艇才被視為有完整二次打擊力，要在廣大的海中第一波攻擊就打掉對方多艘隱蔽潛艦，幾乎是不可能，所以潛艇存活性高又能在反擊時從敵國近海發射有其突然性。因此核武國有陸基和海基兩者時，就能解除被一次打擊風險，若沒有要對別國實施一次打擊採取防禦性國防政策時，空基可以廢除也無較大風險。
英法进入21世纪后都没有了战略轰炸机，但现在通过代替蓝钢导弹与ASMP导弹的战区外武器即暴风影导弹仍保有战区外空基核打击能力。
各有核国家现在仍保留有空基发射核弹的机种，如图-22M，B-52、中国的轰-6。轰-6于1965年4月14日首次空投核弹成功，使中国有了极有限的發動一次打击能力，但沒有承受一次打击能力。在2010年代轰-6K出现后，中国媒体称这使中国成为美俄英后第四个坐拥战略轰炸机的国家（英国退役战略轰炸机的时间是1993年，早于法国的1996年）。

## 流行文化
- 奇爱博士
- First Strike (1979 film)
- 战争游戏（1984年电影）
- First Strike:Final Hour